# Метомпкин (Вирџинија)
Метомпкин (енгл. Metompkin) насељено је место без административног статуса у америчкој савезној држави Вирџинија.

## Демографија
По попису из 2010. године број становника је 551.
| Група             | 2000.    | 2010.       |
| Белци             | 0 (0,0%) | 43 (7,8%)   |
| Афроамериканци    | 0 (0,0%) | 393 (71,3%) |
| Азијати           | 0 (0,0%) | 1 (0,2%)    |
| Хиспаноамериканци | 0 (0,0%) | 113 (20,5%) |
| Укупно            | 0        | 551         |